# Lei de Wagner
A Lei de Wagner, conhecida como a lei do aumento dos gastos estatais, é um princípio que leva o nome do economista alemão Adolph Wagner (1835-1917). Ele observou isso primeiro para seu próprio país e depois para outros países. A teoria afirma que, para qualquer país, o gasto público aumenta constantemente à medida que o crescimento da renda se expande. A lei prevê que o desenvolvimento de uma economia industrial será acompanhado por um aumento da participação dos gastos públicos no produto nacional bruto: 
"O advento da sociedade industrial moderna resultará no aumento da pressão política pelo progresso social e no aumento da consideração social pela indústria."
A lei de Wagner sugere que um estado de bem-estar social evolui do capitalismo de livre mercado devido à demanda da população por serviços sociais cada vez maiores, à medida que os níveis de renda geral crescem em amplos espectros da economia. Apesar de alguma ambiguidade, a declaração de Wagner em termos formais foi interpretada por Richard Musgrave da seguinte forma: 
À medida que as nações progressistas se industrializam, a participação do setor público na economia nacional cresce continuamente. O aumento das Despesas do estado é necessário por três razões principais. O próprio Wagner as identificou como (i) atividades sociais do estado, (ii) ações administrativas e de proteção e (iii) funções de bem-estar. O material abaixo é uma interpretação aparentemente muito mais generosa da premissa original de Wagner. 
- Sociopolítico, ou seja, as funções sociais do estado se expandem ao longo do tempo: seguro de aposentadoria, auxílio em desastres naturais (interno ou externo), programas de proteção ambiental, etc.
- Econômico: a ciência e a tecnologia avançam, consequentemente há um aumento das atribuições do estado nas ciências, tecnologia e diversos projetos de investimento, etc.
- Histórico: o estado recorre a empréstimos governamentais para cobertura de contingências e, assim, aumenta a soma da dívida pública e o montante dos juros; ou seja, é um aumento nas despesas com o serviço da dívida.

De acordo com o estudo sobre gastos públicos para o período de 1891-1955 no Reino Unido, conduzido por Peacock e Wiseman com base na Lei de Wagner, concluiu-se que esta ainda era aplicável. 
Foi ainda afirmado que: 
- verificou-se um aumento considerável das receitas para os governos devido à evolução econômica ao longo dos anos, conduzindo assim a um aumento da despesa pública;
- o governo simplesmente não pode ignorar as demandas que as pessoas fazem em relação a diversos serviços, especialmente quando há um aumento na arrecadação de receitas a uma taxa constante de tributação;
- durante os tempos de guerra, as taxas de impostos são aumentadas pelo governo para gerar mais fundos para atender ao aumento nas despesas de defesa. Isso é conhecido como efeito deslocamento. Esse efeito deslocamento é criado quando os níveis anteriores de impostos e despesas mais baixos são substituídos por níveis orçamentais novos e mais elevados. Mas permanece o mesmo mesmo depois da guerra, à medida que as pessoas se acostumam com eles. Portanto, o aumento na receita resulta em aumento nos gastos do governo.[4][5]